# 大舟杯プロシニア最強者戦
大舟杯プロシニア最強者戦（だいそうはいプロシニアさいきょうしゃせん、대주배프로시니어최강자전）は、韓国の囲碁のシニア棋士による棋戦。2010年から2013年まで4期行われ、2018年に第5期として再開された。50歳以上の棋士が出場、第4期から30歳以上の女流棋士も出場した。
- 主催 (1-4期)国際新聞、囲碁TV、(5期-)韓国棋院
- 後援 TMマリン
- 優勝賞金 (1期)700万ウォン、(2-5期)1000万ウォン、(6期-)1500万ウォン

## 方式
- トーナナメント戦で優勝者を決定。決勝戦は第1期は三番勝負、2期以降は一番勝負。
- 持時間は各1時間、1分の秒読み3回。本戦は各15分、40秒の秒読み3回。
- コミは6目半。

## 優勝者と決勝戦
（左が勝者）
- 第1期 2010年 曺薫鉉 2-0 徐奉洙
- 第2期 2011年 徐能旭 - 曺薫鉉
- 第3期 2012年 徐能旭 - 徐奉洙
- 第4期 2013年 曺薫鉉 - 崔珪昞
- 第5期 2018年 趙治勲 - 趙恵連
- 第6期 2019年 崔珪昞 - 趙惠連
- 第7期 2020年 趙惠連 - 金榮桓
- 第8期 2021年 徐奉洙 - 劉昌赫
- 第9期 2022年 金恵敏 - 李玟真
- 第10期 2023年 劉昌赫 - 権孝珍
- 第11期 2024年 徐奉洙 - 韓鐘振

## 注
1. ↑  http://baduk.lg.co.kr/kor/news_view.asp?gul_no=518602&spage=0
2. ↑  “囲碁：61歳の趙治勲名誉名人が75回目の優勝”. 朝鮮日報. (2018年4月24日) 2018年4月25日閲覧。